# 엔트리브 소프트
엔트리브 소프트(Ntreev Soft)는 대한민국의 비디오 게임 개발사이다.
플레너스 엔터네인먼트의 손노리 게임사업본부로부터 2003년 12월 1일에 분사하여, 이듬해 12월에 아이에이치큐(IHQ)에 인수되었다. 이 후 엔트리브 소프트의 모회사 IHQ는 SK텔레콤에 인수되고, 2007년 7월 2일에 SK텔레콤이 엔트리브 소프트의 지분을 인수하면서, SK텔레콤의 자회사가 되었다. 2012년 2월 15일에 엔트리브소프트 지분 76%가 엔씨소프트에 인수되었다.
게임 개발 뿐만 아니라 게임 배급을 할 수 있는 종합 엔터테인먼트 기업이 되기 위해 2009년 9월 17일 온라인 게임 포털 사이트인 게임트리를 개설하였다. 자체적으로 개발한 게임이나 타 회사에서 개발한 게임을 배급하고 있다.
2024년 1월 4일, 기업의 해체가 결정되었으며, 동년 2월 15일부로 해체되었다.

## 개발한 게임 목록

### 패키지 게임
- 어스토니시아 스토리
- 다크사이드 스토리
- 포가튼 사가
- 강철제국
- 악튜러스
- 화이트데이
- 어스토니시아 스토리 R

이상은 손노리에서 분리되어 나오기 전의 개발 게임이다.

### 온라인 게임
- 카툰 레이서
- 트릭스터
- 팡야
- 블랙샷
- 공박
- 디노마키아
- 삼국지 온라인 (2009)
- 프로야구 매니저 (2010)
- 클리커 (2010)
- 문명전쟁 아르케 (2011)
- 말과 나의 이야기 앨리샤 (2011)
- MVP 베이스볼 온라인 (2012)

### 콘솔 게임
- 스윙 골프 팡야
- 스윙골프 팡야 2nd 샷!
- 판타지 골프 팡야 포터블

### 모바일 게임
- 트릭스터M
- 프로야구 H3
- 팡야M
- 프로야구 H2
- 세컨어스
- 프로야구 6:30 for Kakao (2015년 3월)
- 소환사가 되고싶어 for Kakao (2015년 4월)

## 같이 보기
- 손노리
- 엔씨소프트

## 참조
1. ↑  “엔씨소프트, 엔트리브소프트 인수 확정”. 지디넷코리아. 2012년 2월 15일에 확인함.
2. ↑  “'공지' 엔트리브의 새로운 게임포털 "게임트리" 안내”. 게임트리. 2009년 9월 17일. 2011년 1월 1일에 원본 문서에서 보존된 문서. 2011년 3월 2일에 확인함.